# 동경 27도
동경 27도(東經27度)는 본초 자오선에서 동쪽으로 27도 떨어진 경선이다. 북극점에서 시작하여 북극해, 유럽, 터키, 아프리카, 인도양, 남극해, 남극을 거쳐 남극점에 이른다.
동경 27도는 서경 153도와 이어져 지구의 둘레를 이룬다.
북극점에서 남극점까지 동경 27도선은 다음 지역을 지나간다.
| 좌표                                                  | 나라, 지역, 해역    | 주석                                                |
| ----------------------------------------------------- | ------------------- | --------------------------------------------------- |
| 북위 90° 0′ 동경 27° 0′  / 북위 90.000° 동경 27.000°  | 북극해              |                                                     |
| 북위 80° 6′ 동경 27° 0′  / 북위 80.100° 동경 27.000°  | 노르웨이            | 스발바르 제도의 노르다우스틀란데섬                  |
| 북위 79° 52′ 동경 27° 0′  / 북위 79.867° 동경 27.000° | 바렌츠해            |                                                     |
| 북위 78° 42′ 동경 27° 0′  / 북위 78.700° 동경 27.000° | 노르웨이            | 스발바르 제도의 스벤스쾨위아섬                      |
| 북위 78° 41′ 동경 27° 0′  / 북위 78.683° 동경 27.000° | 바렌츠해            |                                                     |
| 북위 70° 36′ 동경 27° 0′  / 북위 70.600° 동경 27.000° | 노르웨이            |                                                     |
| 북위 69° 55′ 동경 27° 0′  / 북위 69.917° 동경 27.000° | 핀란드              |                                                     |
| 북위 60° 25′ 동경 27° 0′  / 북위 60.417° 동경 27.000° | 발트해              | 핀란드만                                            |
| 북위 60° 4′ 동경 27° 0′  / 북위 60.067° 동경 27.000°  | 러시아              | 고글란트섬                                          |
| 북위 60° 1′ 동경 27° 0′  / 북위 60.017° 동경 27.000°  | 발트해              | 핀란드만                                            |
| 북위 59° 26′ 동경 27° 0′  / 북위 59.433° 동경 27.000° | 에스토니아          | 페이푸스호를 지나감                                 |
| 북위 57° 37′ 동경 27° 0′  / 북위 57.617° 동경 27.000° | 라트비아            |                                                     |
| 북위 55° 49′ 동경 27° 0′  / 북위 55.817° 동경 27.000° | 벨라루스            |                                                     |
| 북위 51° 47′ 동경 27° 0′  / 북위 51.783° 동경 27.000° | 우크라이나          |                                                     |
| 북위 48° 22′ 동경 27° 0′  / 북위 48.367° 동경 27.000° | 몰도바              |                                                     |
| 북위 48° 8′ 동경 27° 0′  / 북위 48.133° 동경 27.000°  | 루마니아            |                                                     |
| 북위 44° 8′ 동경 27° 0′  / 북위 44.133° 동경 27.000°  | 불가리아            |                                                     |
| 북위 42° 2′ 동경 27° 0′  / 북위 42.033° 동경 27.000°  | 튀르키예            |                                                     |
| 북위 40° 34′ 동경 27° 0′  / 북위 40.567° 동경 27.000° | 마르마라해          |                                                     |
| 북위 40° 23′ 동경 27° 0′  / 북위 40.383° 동경 27.000° | 튀르키예            |                                                     |
| 북위 38° 4′ 동경 27° 0′  / 북위 38.067° 동경 27.000°  | 지중해              | 에게해                                              |
| 북위 37° 47′ 동경 27° 0′  / 북위 37.783° 동경 27.000° | 그리스              | 사모스섬                                            |
| 북위 37° 42′ 동경 27° 0′  / 북위 37.700° 동경 27.000° | 지중해              | 에게해                                              |
| 북위 37° 28′ 동경 27° 0′  / 북위 37.467° 동경 27.000° | 그리스              | 아가토니시섬                                        |
| 북위 37° 27′ 동경 27° 0′  / 북위 37.450° 동경 27.000° | 지중해              | 에게해                                              |
| 북위 37° 1′ 동경 27° 0′  / 북위 37.017° 동경 27.000°  | 그리스              | 칼리모스섬                                          |
| 북위 36° 57′ 동경 27° 0′  / 북위 36.950° 동경 27.000° | 지중해              | 에게해                                              |
| 북위 36° 47′ 동경 27° 0′  / 북위 36.783° 동경 27.000° | 그리스              | 코스섬                                              |
| 북위 36° 45′ 동경 27° 0′  / 북위 36.750° 동경 27.000° | 지중해              | 에게해                                              |
| 북위 35° 26′ 동경 27° 0′  / 북위 35.433° 동경 27.000° | 그리스              | 카소스섬                                            |
| 북위 35° 24′ 동경 27° 0′  / 북위 35.400° 동경 27.000° | 지중해              |                                                     |
| 북위 31° 26′ 동경 27° 0′  / 북위 31.433° 동경 27.000° | 이집트              |                                                     |
| 북위 22° 0′ 동경 27° 0′  / 북위 22.000° 동경 27.000°  | 수단                |                                                     |
| 북위 9° 35′ 동경 27° 0′  / 북위 9.583° 동경 27.000°   | 남수단              |                                                     |
| 북위 5° 51′ 동경 27° 0′  / 북위 5.850° 동경 27.000°   | 중앙아프리카 공화국 |                                                     |
| 북위 5° 10′ 동경 27° 0′  / 북위 5.167° 동경 27.000°   | 콩고 민주 공화국    |                                                     |
| 남위 11° 51′ 동경 27° 0′  / 남위 11.850° 동경 27.000° | 잠비아              |                                                     |
| 남위 17° 57′ 동경 27° 0′  / 남위 17.950° 동경 27.000° | 짐바브웨            |                                                     |
| 남위 20° 1′ 동경 27° 0′  / 남위 20.017° 동경 27.000°  | 보츠와나            |                                                     |
| 남위 23° 41′ 동경 27° 0′  / 남위 23.683° 동경 27.000° | 남아프리카 공화국   | 림포포주 노스웨스트주 프리스테이트주 이스턴케이프주 |
| 남위 33° 35′ 동경 27° 0′  / 남위 33.583° 동경 27.000° | 인도양              |                                                     |
| 남위 60° 0′ 동경 27° 0′  / 남위 60.000° 동경 27.000°  | 남극해              |                                                     |
| 남위 69° 58′ 동경 27° 0′  / 남위 69.967° 동경 27.000° | 남극                | 퀸모드랜드, 노르웨이가 영유권을 주장한다.           |

## 같이 보기
- 동경 26도
- 동경 28도